# Джаварис, Джордан
Джо́рдан Джава́рис (англ. Jordan Gavaris; род. 25 сентября 1989 года, Каледон, Онтарио, Канада) — канадский актёр, наиболее известный по роли Феликса Докинза в телесериале «Тёмное дитя».

## Ранняя жизнь
Джаварис родился в Каледоне, Онтарио, Канада. Его отец — иммигрант из Греции, а мать — уроженка Канады североевропейского происхождения. Режиссёр и сценарист Коста-Гаврас — его дальний родственник. Джаварис является младшим из трёх детей в семье. Он окончил старшую школу в 2007 году. Его первой работой была должность в магазине видеопроката.

## Карьера
Джаварис дебютировал в кино в канадском независимом фильме «45 R.P.M.». В 2010 году он исполнил одну из главных ролей в сериале Cartoon Network «Невероятная история».
С 2013 по 2017 год снимался в сериале «Тёмное дитя», где исполнял роль Феликса Докинза. Эта роль принесла ему похвалу от критиков, в частности — за его английский акцент. Джаварис дважды становился лауреатом главной канадской премии — «Canadian Screen Awards», выиграв награды за лучшую мужскую роль второго плана в драматическом сериале в 2014 и 2015 годах.
В 2016 году сыграл в фильме «Море деревьев» режиссёра Гаса Ван Сента вместе с Мэттью Макконахи, Кеном Ватанабэ и Наоми Уоттс.

## Личная жизнь
Джаварис — открытый гей. С сентября 2012 года встречается с актёром Девоном Грайе.

## Фильмография

### Кино
| Год  | Название на русском           | Оригинальное название | Роль         | Примечания             |
| ---- | ----------------------------- | --------------------- | ------------ | ---------------------- |
| 2008 |                               | 45 R.P.M.             | Парри Тандер |                        |
| 2013 | Проклятие Чаки                | Curse of Chucky       | курьер       |                        |
| 2016 | Море деревьев                 | The Sea of Trees      | Эрик         |                        |
| 2017 | Виды под угрозой исчезновения | Maya Dardel           | Кевин        |                        |
| 2017 |                               | Re: Possessed Homes   | Бен Кроуфорд | Короткометражный фильм |

### Телевидение
| Год       | Название на русском           | Оригинальное название         | Роль          | Примечания                   |
| --------- | ----------------------------- | ----------------------------- | ------------- | ---------------------------- |
| 2009      | Деграсси: Следующее поколение | Degrassi: The Next Generation | Нейтан        | 2 эпизода                    |
| 2013—2017 | Тёмное дитя                   | Orphan Black                  | Феликс Докинз | Регулярная роль, 50 эпизодов |
| 2013      | Надломленные                  | Cracked                       | Грэм Маккензи | Эпизод: «The Valley»         |